# Tatort: Undercover-Camping
Undercover-Camping ist ein Fernsehfilm aus der Kriminalreihe Tatort der ARD und des ORF. Der Film wurde vom Norddeutschen Rundfunk unter der Regie von Jürgen Bretzinger produziert und am 2. November 1997 erstmals im Ersten Programm der ARD ausgestrahlt. Es handelt sich um die Tatort-Folge 374. Für den Kriminalhauptkommissar Paul Stoever (Manfred Krug) ist es der 32. Fall. Für seinen Kollegen Peter Brockmöller (Charles Brauer) ist es der 29. Fall, in dem er ermittelt.

## Handlung
Auf einem Campingplatz an der Alster wird eine Wasserleiche gefunden. Da feststeht, dass der Mann mit Klebeband an Händen und Füßen gefesselt war, als ihn jemand ins Wasser geworfen hat, ermittelt die Polizei. Kommissar Brockmöller erscheint allein, da Paul Stoever gerade an einem Englischkurs teilnimmt. Brockmöller überredet seinen Kollegen den Kurs ein paar Tage auszusetzen, um sich undercover auf dem Campingplatz umzuhören.
Kurz nach Stoever erscheint ein weiterer Neuling auf dem Campingplatz. Jan Kott mietet sich unter falschem Namen ein, da auch er von dem Toten erfahren hat. Er ist von dem Antiquitätenhändler Holm beauftragt worden, ein wertvolles Briefmarkenalbum zu finden, das der ermordete Kahlscheid bei sich versteckt haben soll.
Stoever geht von irgendwelchen Streitigkeiten der Campingplatzbesucher untereinander aus und ermittelt in dieser Richtung. Von Brockmöller wird er zwischendurch informiert, dass der Tote unter falschem Namen auf dem Campingplatz wohnte, eigentlich Rüdiger Köhler hieß und dem Einbruchsdezernat gut bekannt war. So kommen sie dahinter, dass Kahlscheid bei einem seiner letzten Einbrüche die königliche Briefmarkensammlung von Belgien gestohlen hatte. Da es seinerzeit zwei Täter waren, gehen die Ermittler davon aus, dass Kahlscheid seinen Komplizen verraten hat und mit der Ware hier auf dem Campingplatz untergetaucht war. Da aber vor dem Todesfall kein weiterer Fremder auf dem Platz wohnte, kann dieser Komplize eigentlich nicht sein Mörder sein. Erst viel später erkennen die Kommissare, dass auch er zum Mörder wurde, als er einen der Campingplatzbesucher, der ihn beim Durchsuchen von Kahlscheids Wohnwagen ertappte, aus dem Weg räumte und die Leiche im Bootshaus versteckte.
Nach tagelangen Beobachtungen stellt Stoever Kahlscheids Mörder einfach eine Falle. Er lässt seinem Hauptverdächtigen, dem Platzwart Böhlich, eine Nachricht zukommen und kann ihn daraufhin überführen. Böhlich war früher selber Polizist und ist auf Kahlscheid aufmerksam geworden, da er den gefälschten Ausweis sofort erkannt hatte. Er wollte sich eigentlich nur selber etwas beweisen. Er hatte Kahlscheid vernehmen wollen und dazu mit Klebeband gefesselt. Als er ihn am Steg kurz allein gelassen hatte, war er ins Wasser gerutscht und ertrunken.
Obwohl der Mordfall nun eigentlich gelöst ist, bleibt für Stoever die Frage nach dem verschwundenen Briefmarkenalbum und Kahlscheids Komplizen. Dieser ist gerade dabei im Wohnwagen von Kahlscheids Freundin Sofie nach den Marken zu suchen. Als sie ihn dabei ertappt und Brockmöller auf ihn aufmerksam wird, nimmt Kott Sofie als Geisel und bedroht sie mit dem Messer. Stoever gelingt es mit einem gezielten Schuss in die Schulter, Jan Kott außer Gefecht zu setzen. Sofie übergibt daraufhin den Kommissaren die Briefmarkensammlung, die sie versteckt hatte.
Während der Geiselnahme, die alle Campingplatzbesucher miterlebten, kommt heraus, dass Sofies mütterliche Freundin Fricka Hackel den am Steg gefesselten Kahlscheid ins Wasser gestoßen hatte. Sie wollte die Gelegenheit nutzen und Sofie von diesem Taugenichts befreien. Stoever nimmt sie daraufhin mit aufs Revier.

## Hintergrund
In dieser Tatortfolge singen Stoever und Brockmöller das Lied Goodie Goodie von Frankie Lymon. Stoever gibt auch allein auf dem Campingplatz Peterle von Mimi Thoma zum Besten.

## Rezeption

### Einschaltquoten
Bei ihrer Erstausstrahlung am 2. November 1997 wurde die Folge Undercover-Camping in Deutschland von 10,67 Millionen Zuschauer gesehen, was einem Marktanteil von 29,02 Prozent entsprach.

### Kritik
Die Kritiker der Fernsehzeitschrift TV Spielfilm vergaben für diesen Tatort die bestmögliche Wertung (Daumen nach oben), merkten lediglich kritisch an, dass die Gesangseinlagen nervig seien und zogen als Fazit: Ein Dauerbrenner als Dauercamper. Kultig!.

### Veröffentlichungen
Undercover-Camping wurde als einzelner Tatort auf DVD veröffentlicht.
Der Tatort Undercover-Camping erschien 2008 als Hörbuch in gesprochener Form von Schauspieler Charles Brauer, der in diesem Tatort den Kriminalhauptkommissar Peter Brockmöller verkörpert.